# Ромео + Джульетта
«Роме́о + Джулье́тта» (англ. Romeo + Juliet) — американская романтическая мелодрама 1996 года на основе пьесы Уильяма Шекспира. С Леонардо Ди Каприо и Клэр Дэйнс в главных ролях. Поставлена австралийским режиссёром Базом Лурманом. Фильм является интерпретацией трагедии «Ромео и Джульетта» британского драматурга эпохи Возрождения Уильяма Шекспира, действие пьесы перенесено в современность. За исполнение роли Ромео Монтекки Леонардо Ди Каприо получил «Серебряного медведя» за «Лучшую мужскую роль» на 47-м Берлинском международном кинофестивале. Картина также была удостоена премии Альферда Бауэра. Лурманн также был номинирован на премию «Золотой медведь» за лучшую картину. На 69-й церемонии вручения премии «Оскар» Кэтрин Мартин и Бриджит Брох были номинированы на премию за лучшую работу художника-постановщика. В 2005 году фильм был включен в список Британского института кино «50 фильмов, которые следует посмотреть до 14 лет».
«Ромео + Джульетта» — второй фильм в карьере База Лурмана и входит, по авторскому определению, в «Трилогию красного занавеса» (Red Curtain Trilogy), к которой режиссёр относит также картины «Строго по правилам» (Strictly Ballroom, 1992) и «Мулен Руж!» (Moulin Rouge!, 2001), объединённые общим театрализованным стилем.

## Сюжет
В Верона-Бич Монтекки и Капулетти ― две конкурирующие бизнес-империи. Враждебность старшего поколения — Фульхенсио и Глории Капулетти, Теда и Кэролайн Монтекки — ощущается их младшими родственниками. Перестрелка между Монтекки во главе с Бенволио, двоюродным братом Ромео, и Капулетти во главе с Тибальтом, двоюродным братом Джульетты, создает хаос в городе. После третьей гражданской драки, начальник полиции капитан Принс делает выговор семьям, предупреждая их, что, если подобное повторится, они заплатят своими жизнями.
Бенволио и Ромео узнают о вечеринке Капулетти в тот вечер и решают отправиться на нее. Ромео идет, услышав, что Розалин, в которую он влюблен, будет присутствовать там. Они встречают своего друга Меркуцио, у которого есть билеты на вечеринку, и Ромео приходит в экстаз, когда они направляются в особняк Капулетти. Действие наркотика и вечеринка ошеломляют Ромео, он идет в туалет. Там он видит Джульетту, и они мгновенно влюбляются друг в друга. Тибальт замечает Ромео и клянется убить его за вторжение в дом его семьи.
После того, как Ромео покидает вечеринку, он и Джульетта узнают, что они принадлежат к враждующим семьям, но Ромео все же возвращается, чтобы увидеть ее. Джульетта говорит ему, что если он пришлет весточку на следующий день, они будут помолвлены. На следующий день Ромео просит отца Лоуренса поженить их, и тот соглашается. Ромео сообщает об этом через служанку Джульетты, и вскоре они женятся.
Тибальт встречает Меркуцио и Ромео на пляже. Ромео пытается помириться, но Тибальт нападает на него. Меркуцио вмешивается и избивает Тибальта, и собирается убить его, но Ромео останавливает его. Тибальт пользуется случаем, чтобы смертельно ранить Меркуцио, который проклинает оба дома перед смертью. Разъяренный Ромео гонится за убегающим Тибальтом и убивает его, мстя за смерть Меркуцио.
Капитан Принс изгоняет Ромео из города, и он скрывается вместе с отцом Лоуренсом. Приходит служанка и говорит ему, что Джульетта ждет его. Ромео взбирается на балкон Джульетты, и они заключают свой брак, а вскоре после этого Ромео уезжает. Тем временем Фульхенсио решает, что Джульетта выйдет замуж за Дейва Пэриса, сына губернатора.
На следующее утро Глория сообщает Джульетте, что она должна выйти замуж за Пэриса, и когда Джульетта отказывается, Фульхенсио угрожает отречься от нее. Джульетта убегает и разыскивает отца Лоуренса, умоляя его помочь ей, угрожая покончить с собой. Отец Лоуренс дает ей зелье, которое позволит ей инсценировать собственную смерть, после чего она будет помещена в хранилище Капулетти. Отец Лоуренс клянется сообщить Ромео о заговоре письмом, после чего последний проникнет в хранилище и, как только воссоединится с Джульеттой, они вдвоем сбегут в Мантую. Однако Ромео не видит доставленного письма и, полагая, что Джульетта мертва, покупает у аптекаря пузырек с ядом.
Ромео входит в церковь, где лежит Джульетта, и выпивает яд как раз в тот момент, когда Джульетта просыпается. Обезумевшая от смерти Ромео, Джульетта берет его пистолет и стреляет себе в голову, падая рядом с его безжизненным телом. Тело Ромео везут в машине скорой помощи вместе с толпой зрителей и репортеров, наблюдающих за инцидентом из-за полицейской линии, когда на место происшествия прибывают родители Ромео и Джульетты. Капитан Принс подходит к их отцам, прося их увидеть бедствие, ставшее результатом их вражды, в том числе то, что он потерял своих родственников, и то, что небеса нашли способ убить их радости любовью. Затем Капитан кричит на них, говоря, что все наказаны.

## В ролях
- Леонардо Ди Каприо — Ромео
- Клэр Дэйнс — Джульетта
- Брайан Деннехи — Тед Монтекки
- Кристина Пиклз — Кэролайн Монтекки
- Гарольд Перрино — Меркуцио
- Дэш Майхок — Бенволио
- Джесси Брэдфорд — Бальтазар
- Пол Сорвино — Фульхенцио Капулетти
- Дайан Венора — Глория Капулетти
- Мириам Маргулис — Кормилица
- Джон Легуизамо — Тибальт
- Вонди Кёртис-Холл — Капитан Принц
- Пит Постлетуэйт — Отец Лоренцо
- Пол Радд — Дэйв Пэрис
- М. Эммет Уолш — Аптекарь
- Винсент Лареска — Абра
- Зак Орт — Грегори
- Джейми Кеннеди — Самсон
- Карлос Мартин Манзо Оталора — Петруччо
- Педро Альтамирано — Питер
- Джон Стерлини — Ризничий
- Хэрриет Сэнсом Харрис — Сьюзан Сантандианго, ведущая теленовостей
- Майкл Корбетт — Рич Ранчидис, ведущий теленовостей
- Эдвина Мур — Телеведущая
- Куиндон Тарвер — Мальчик из хора

## Съёмки фильма
Леонардо Ди Каприо стал первым выбором Лурмана на роль Ромео, в то время, как выбор актрисы на роль Джульетты был значительно сложнее.
На роль Джульетты пробовались:
- Сара Мишель Геллар и Дженнифер Лав Хьюитт пробовались на роль Джульетты, однако их кандидатуры были отклонены. Сара Мишель Геллар была занята на съемках сериала «All My Children». Дженнифер Лав Хьюитт не прошла кастинг. Эти актрисы в 1997 году снялись в фильме «Я знаю, что вы сделали прошлым летом».
- Риз Уизерспун и Кристина Риччи.
- Кейт Уинслет прослушивалась на роль Джульетты, но была категорически отвергнута. Через год после этого она снялась с Леонардо Ди Каприо в фильме «Титаник».
- Натали Портман была поначалу даже утверждена (она летала в Сидней, в родной город База Лурмана, для съемок сцен с Леонардо Ди Каприо (который играл Ромео). Однако затем Лурман отказался от её кандидатуры: «несмотря на то, что она фантастическая молодая актриса, но она не подходит. Во-первых, она очень маленького роста, а рост Леонардо составляет 6 футов (183 см), во-вторых, ему 21, но он может выглядеть на 18, в то время как на её фоне он будет выглядеть на 21». Портман же изложила другую версию: «мне сказали, что это выглядело так, как будто Леонардо заигрывает со мной в сцене с поцелуем. Я очень расстроилась, но я не хочу сниматься в фильме для которого не подхожу. Если я снимаюсь, то хочу, чтобы это было отлично».

Но однажды Джоди Фостер, которая играла вместе с Клэр Дейнс в картине «Домой на праздники», предложила Лурману попробовать её на роль Джульетты. И уже на следующий день всего после одной пробы Дэйнс была утверждена на эту роль.
На роль Меркуцио пробовались:
- Юэн Макгрегор. Позже он снялся в фильме База Лурмана «Мулен Руж!».
- Кристиан Бейл.
- Джон Легуизамо пробовался на роль Меркуцио, но был утвержден на роль Тибальта. Лурман был решительно настроен на то, что Меркуцио должен сыграть темнокожий актёр, а Тибальта — латиноамериканец.

На роль Тибальта прослушивался Бенисио дель Торо.
Камео:
- Кэтрин Мартин (Catherine Martin) и Ким Баррет (Kym Barrett) (художник-постановщик и художник по костюмам) исполняют роли служанок Глории Капулетти — в сцене, когда мать Джульетты переодевается перед балом в костюм Клеопатры.
- Мартин Браун (Martin Brown), сопродюсер фильма, снялся в эпизодической роли охранника, сидящего за мониторами в сцене на балконе.
- Джон «Ча-Ча» О’Коннел (John 'Cha Cha' O’Connell), хореограф, играет официанта на приеме, непосредственно перед сценой смерти Меркуцио.

- Бильярд клуб, в котором играют Ромео и Бенволио (в начале фильма), называется «Театр Глобус» («Globe Theatre»). Так назывался театр, в котором ставились пьесы Уильяма Шекспира во времена королевы Елизаветы I.
- На улицах и в помещениях развешаны рекламные щиты, содержащие цитаты из других произведений Шекспира:
  - «Shoot forth thunder» («О, если б я был богом, чтоб метнуть | В презренных, мерзких негодяев громы!», пер. на рус. яз. Е. Бируковой) — Генрих VI, часть вторая, акт IV, сцена I.
  - «Experience is by industry achiev’d» (надпись на стене в лифте в офисе Капулетти) цитата из произведения «Два веронца» («The Two Gentlemen of Verona»), акт I, сцена III.
  - «Such stuff as dreams are made on» — цитата из пьесы «Буря» («The Tempest»), акт IV, сцена I.
- Билборд «L’amour» на Verona Beach bears (красный с белым, в стиле логотипа «Coca Cola»). Тот же знак можно увидеть за окном Кристиана в фильме «Мулен Руж!». Тот же знак появляется (в этот раз как логотип «Coca Cola») в фильме «Строго по правилам» и в сценической постановке — опере «Богема» «La Boheme» Джакомо Пуччини.
- Верона-Бич является центром корпоративной войны между двумя лидерами индустрии «Монтекки» и «Капулетти».
- Все огнестрельное оружие в фильме называется по аналогии с видами холодного оружия (например, оружие, которое Меркуцио роняет в песок, называется «Кинжал»).
  - Пистолеты, принадлежащие Бенволио (SWORD 9mm Series S), Меркуцио (DAGGER 9mm) и Тибальту (RAPIER 9mm), — это Taurus PT92 или PT99 9mm Парабеллум. Пистолеты, принадлежащие Ромео, Самсону и Грегори (DAGGER .45s), — это Кольт M-1911 «Combat Commander» 45-го калибра. Оружие Абры и Петруччио — Беретта 92FS 9mm.
  - Оружие Фульхенцио Капулетти «Longsword» — это южноафриканский MAG-7.
- Отец Лоренцо передает письмо к Ромео в Мантуе через почтовую службу под названием «Post Haste» (рус. «Быстрая почта»)
- Множество моментов в фильме связаны с водой. Так, когда мы видим Джульетту впервые, она опустила голову в воду; Ромео и Джульетта впервые видят друг друга через аквариум; сцена на балконе перенесена в бассейн; Меркуцио погибает на пляже; когда в Тибальта стреляют, он падает в фонтан; изгнанный Ромео приходит в комнату Джульетты промокший под проливным дождем; уходя от Джульетты утром, он падает в бассейн.
- На протяжении всего фильма Клэр Дейнс носит парик. Для сцен под водой для неё был изготовлен специальный аквапарик.
- Монолог Ромео, в исполнении Леонардо Ди Каприо, у гроба Джульетты был так хорош, что Клер Дейнс чуть не расплакалась в кадре и едва не погубила сцену. Когда режиссёр сказал «Снято!», Дейнс поцеловала руку Ди Каприо и сказала: «Не заставляй меня плакать. Предполагается, что я в коматозе!».
- Продолжительность фильма составляет ровно два часа, в соответствии с текстом пролога: «Is now the two hours» («на два часа составит существо | Разыгрываемой пред вами были»).
- Ведущий стилист Альдо Сигноретти (Aldo Signoretti) в процессе съемок был похищен членами молодёжной группировки и выручен за 300$ (выкуп заплатил Лурман).

## Реакция на фильм
Финансово фильм был очень успешным, принёс кассовые сборы в $147 миллионов, а бюджет фильма составлял $14.5 миллионов. Премьера фильма состоялась 1 ноября 1996 года в Соединенных Штатах и Канаде в 1,276 театрах и собрала $11.1 миллиона за одни выходные, спрос на билеты в кассах был колоссальный. Так было собрано $46.3 миллионов в Соединенных Штатах и Канаде.
74 % критиков давали положительные отзывы о фильме. Роджер Эберт из журнала «Сан-Таймс Чикаго» испытывал неприязнь к фильму, присвоил ему всего 2 звезды и сказал:

Сам фильм был таким же плохим, как и сама идея… Я никогда не видел что-нибудь подобное, в таком беспорядке. Как можно было так перекрутить классическую трагедию В. Шекспира.

Эберт писал, что Пит Постлетуэйт и Мириам Маргулис были «единственные актёры в фильме, которые чувствовали себя как дома» и добавил:

В одном большом, но обреченном жесте, автор-режиссёр Баз Лурман сделал фильм, который напоминает дырку от бублика, и сама картина вызовет смятение у любого человека, который любит Шекспира, так что в конце концов он отдаст предпочтение театру, а не огнестрельным войнам в стиле MTV.

Агрегатор обзоров Rotten Tomatoes сообщил, что 73% из 66 критиков дали положительные отзывы со средней оценкой 6,8/10. Консенсус критиков сайта гласит: «Визуальная эстетика База Лурмана столь же противоречива, сколь свежа и изобретательна». Metacritic дает фильму средневзвешенную оценку 60 из 100 на основе 20 критических обзоров, что указывает на «смешанные или средние отзывы». Зрители, опрошенные CinemaScore, поставили фильму среднюю оценку «A-» по шкале от A+ до F.

## Саундтрек
1. #1 Crush – Garbage
2. Local God – Everclear
3. Angel – Gavin Friday
4. Pretty Piece of Flesh – One Inch Punch
5. Kissing You – Des'ree
6. Whatever (I Had a Dream) – Butthole Surfers
7. Lovefool – The Cardigans
8. Young Hearts Run Free – Kym Mazelle
9. Everybody's Free (To Feel Good) – Quindon Tarver
10. To You I Bestow – Mundy
11. Talk Show Host – Radiohead
12. Little Star – Stina Nordenstam
13. You and Me Song – The Wannadies
14. Exit Music (For a Film) - Radiohead

## Награды
- 1996 — Номинация на премию «Оскар» (69-я церемония) за лучшую работу художника-постановщика — Кэтрин Мартин (Catherine Martin), Бриджит Броч (Brigitte Broch)
- 1997 — Премия международного Берлинского кинофестиваля:
  - Премия Альфреда Бауэра (за открытие новых путей в киноискусстве) — Баз Лурман.
  - «Серебряный медведь» лучшему актёру — Леонардо Ди Каприо
- 1997 — Премия Blockbuster Entertainment Awards:
  - Премия лучшему романтическому актёру (Favorite Actor — Romance) — Леонардо Ди Каприо.
  - Премия лучшей романтической актрисе (Favorite Actress — Romance) — Клэр Дейнс
- 1997 — Премия MTV Movie Awards за лучшую женскую роль — Клэр Дейнс.
- 1998 — Премия Британской академии кино и телевизионных искусств (BAFTA):
  - Премия за лучшую музыку к фильму — Нил Хупер (Nellee Hooper).
  - Премия за лучший фильм:
    - лучший художественный дизайн (Best Production Design) — Кэтрин Мартин (Catherine Martin),
    - лучший адаптированный сценарий (Best Screenplay — Adapted) — Крэйг Пирс, Баз Лурман.

  - Награда Дэвида Лина режиссёрам (David Lean Award for Direction) — Баз Лурман.
- 1998 — Премия Лондонской ассоциации кинокритиков актриса года — Клэр Дейнс.